# Dolichopus obcordatus
Dolichopus obcordatus är en tvåvingeart som beskrevs av Aldrich 1893. Dolichopus obcordatus ingår i släktet Dolichopus och familjen styltflugor. Inga underarter finns listade i Catalogue of Life.